# Forcipomyia tenuichela
Forcipomyia tenuichela är en tvåvingeart som beskrevs av Dow och Wirth 1972. Forcipomyia tenuichela ingår i släktet Forcipomyia och familjen svidknott. Inga underarter finns listade i Catalogue of Life.